# Music for Speeding
Music for Speeding es un álbum instrumental del guitarrista norteamericano Marty Friedman. Compuso todas las canciones del álbum que se editó en 2003. Es una continuación en la exploración del rock progresivo y J-Pop con el que experimentara en sus próximos álbumes en solitario.
Este fue el primer disco de Marty donde el contrato con la disquera estaba redactado completamente  en japonés y fue negociado por el mismo.

## Lista de canciones
1. "Gimme A Dose"
2. "Fuel Injection Stingray"
3. "Ripped"
4. "It's The Unreal Thing"
5. "Cheer Girl Rampage"
6. "Lust For Life"
7. "Lovesorrow"
8. "Nastymachine"
9. "Catfight"
10. "Corazón De Santiago"
11. "0-7-2"
12. "Salt in The Wound"
13. "Novocaine Kiss"

## Músicos
- Marty Friedman - guitarras, programación, shamisen
- Jimmy O'Shea - bajo
- Barry Sparks - bajo
- Jeremy Colson - batería
- Brian Becvar - teclados
- James "Jake" Jacobson - sintetizador y arreglos en pista n.º 7
- Jason Moss - programación adicional
- Ben Woods - guitarra flamenca en la pista n.º 7